# Freedom (New Hampshire)
Pour les articles homonymes, voir Freedom.
Freedom est une ville de l'État du New Hampshire, aux États-Unis, avec 1 303 habitants en 2000.